# Забойки
Забойки (укр. Забойки) — село в Подгороднянской сельской общине Тернопольского района Тернопольской области Украины.
Население по переписи 2023 года составляло 825 человек. Почтовый индекс — 47721. Телефонный код — 352.